# Remarketing
Mit Remarketing oder Wiedervermarktung ist der erneute Verkauf von gebrauchten Gegenständen nach Instandsetzung und Reinigung gemeint.
Wirtschaftlich bedeutsam ist insbesondere das Remarketing gebrauchter EDV-Geräte (IT-Remarketing) sowie von Produktionsmaschinen. Da gebrauchte Geräte im Vergleich zu Neugeräten einen erheblich niedrigeren Preis haben können, während die Funktionalität und Produktivität häufig nicht weit unter der von Neugeräten liegt, sind die Zielgruppen für das Remarketing sowohl kaufkraftschwache Kunden innerhalb hochindustrialisierter Staaten wie auch außerhalb zum Beispiel Osteuropa, Naher und Ferner Osten, Afrika und insbesondere China.
Eine Übersetzung mit Wiederverkauf ist nicht korrekt, da mit diesem deutschen Begriff der Verkauf von Waren und Dienstleistungen gemeint ist, die ein Zwischenhändler gekauft hat und ohne weitere Bearbeitung an Dritte wieder verkauft. Dabei handelt es sich üblicherweise um Neuware.

## Online-Handel
Im Online-Handel sind mit Remarketing oder Retargeting Methoden gemeint, mit deren Hilfe Besucher eines Webshops, die nichts gekauft haben, zu einem späteren Zeitpunkt erneut auf die Produkte, für die sie sich interessiert haben, aufmerksam gemacht werden. Dazu eignen sich unter anderem Werbeeinschaltungen auf Websites von Drittanbietern. Suchmaschinen wie Google oder Bing bieten zu diesem Zweck eigene Remarketing-Netzwerke an.